# Kátó, a sötétség fejedelme
Kátó, a sötétség fejedelme, alternatív címén: Mio Messzeországban (svéd címe: Mio min Mio, angol címe: Mio in the Land of Faraway) 1987-ben bemutatott norvég-svéd-szovjet koprodukciós kalandfilm Vladimir Grammatikov rendezésében. 
Magyar szinkronnal a Magyar Televízió 2-es adása vetítette 1990. január 1-jén.

## Ismertető
Az iskolás korú Bosse nagynénjével él együtt Stockholmban. Egyik este miután elalszik, álmában elszökik otthonról és a közeli boltos hölgytől, aki Messzeország kémje, kap egy aranyalmát. Bosse ezután egy palackból előjött hosszú szakállú szellem segítségével eljut Messzeországba, ahol Mio hercegként keveredik kalandokba. Barátjával, Jum-Jummal együtt elhatározzák, hogy legyőzik Kátót, és kiszabadítják az általa fogva tartott gyerekeket.

## Szereposztás
- Nick Pickard – Mio / Bosse (Nicholas Pickardként)
- Christian Bale – Jum-Jum / Benke
- Timothy Bottoms – A király
- Susannah York – Szövőnő
- Christopher Lee – Kátó
- Sverre Anker Ousdal
- Igor Yasulovich – Eno / Szőnyegporoló
- Gunilla Nyroos – Edna néni
- Linn Stokke – Lundinné
- Stig Engström – Benke apja
- Geoffrey Staines
- Lyubov Germanova – Jum-Jum anyja (Lubov Germanovaként)
- Andrei Petrov – Jiri
- Andrey Sergeev – Nonno
- Denis Bodrov – Lollo